# Barbara Valentin
Barbara Valentin, eigentlich Ursula Ledersteger (* 15. Dezember 1940 in Wien; † 22. Februar 2002 in München), war eine österreichische Schauspielerin.

## Biografie
Barbara Valentin wurde als Tochter des Filmarchitekten Hans Ledersteger und der Schauspielerin Irmgard Alberti geboren. Nach dem Besuch einer Schauspielschule wurde sie Ende der 1950er Jahre vom Filmproduzenten Wolf C. Hartwig für den Film entdeckt. In ihrem ersten Film Du gehörst mir (1958) spielte sie ein Partymädchen in Strapsen. In der Presse wurde sie als „Skandalnudel“, „Busenwunder“ und „Sexbombe“ betitelt.
Von Regisseur Rainer Werner Fassbinder erhielt Valentin anspruchsvollere Rollen. Sie spielte unter anderem in Fontane Effi Briest, Angst essen Seele auf, dem Beziehungsdrama Martha und Lili Marleen sowie in der preisgekrönten Zukunftsvision Welt am Draht. 1995 verließ sie die Dreharbeiten zu United Trash von Christoph Schlingensief, hatte 1997 eine Nebenrolle in der RTL-Daily-Soap Gute Zeiten, schlechte Zeiten und stand 2001 zum letzten Mal vor einer Filmkamera.
Im Privatleben durchlebte Valentin zahlreiche Krisen. Ihre erste Ehe 1961 mit dem Berliner Straßenreinigungsunternehmer Ralf Lüder endete 1966 mit einer Scheidung; ein Sohn wurde 1963 geboren. Ihr zweiter Ehemann war der Rechtsanwalt für Ehescheidungsrecht Ernst Reichardt, aus dieser Beziehung ging die Tochter Minki Reichardt (* 12. Oktober 1967) hervor, die beruflich als Modestylistin arbeitet. Ihr dritter Ehemann war von 1976 bis 1983 der Filmregisseur Helmut Dietl. Zudem wurden in der Presse wiederholt Drogenprobleme kolportiert. Unter anderem hatte sie immer wieder Kurzzeitbeziehungen mit dem Nachtklubbesitzer Rolf Eden.
In den 1980er Jahren lebte sie in München mit Freddie Mercury, dem Sänger der Rockband Queen, und ihrer jugendlichen Tochter Minki Reichardt zusammen. Im Musikvideo zum Queen-Song It’s a Hard Life spielte sie mit. Nach dem Tod des Sängers im Jahr 1991 engagierte sie sich oft in der AIDS-Hilfe.
Zwischenzeitlich war sie in weiteren Musikvideos zu sehen, etwa im Jahr 1997 im Video zu Thomas Ds Single Solo und 2000 im Musikvideo zur Single The Chase von Giorgio Moroder vs. Jam & Spoon. Ebenso wirkte sie im selben Jahr in Rosa von Praunheims Film Für mich gab's nur noch Fassbinder mit.
Barbara Valentin lebte im Münchner Glockenbachviertel und starb nach einer Gehirnblutung am 22. Februar 2002 im Alter von 61 Jahren. Sie wurde auf dem Münchener Ostfriedhof beigesetzt (Grab M-li-183).

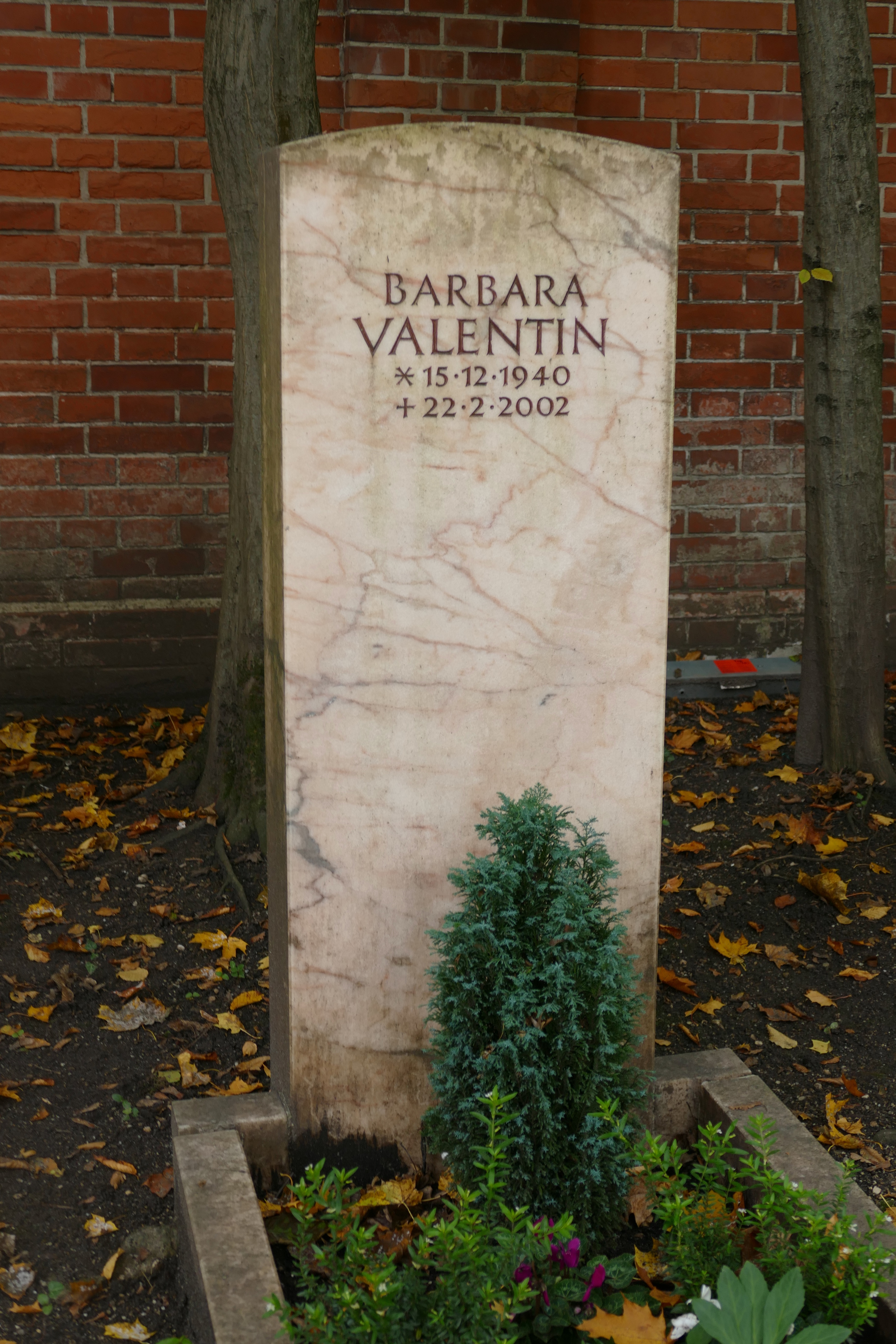
Grab auf dem Ostfriedhof

Ihr Sohn, der Journalist Lars Reichardt, veröffentlichte im September 2018 eine Biografie unter dem Titel Barbara. Das sonderbare Leben meiner Mutter Barbara Valentin.

## Filmografie
- 1959: Die Nackte und der Satan
- 1960: Ein Toter hing im Netz
- 1960: Mal drunter – mal drüber
- 1961: Das Mädchen mit den schmalen Hüften
- 1961: In der Hölle ist noch Platz
- 1961: Küß’ mich als gäb’s kein Morgen (The Festival Girls)
- 1965: Scharfe Schüsse auf Jamaika (A 001: operazione Giamaica)
- 1966: In Frankfurt sind die Nächte heiß
- 1966: Carmen-Baby (Carmen, Baby)
- 1968: Der Partyphotograph
- 1968: The Star Maker (unveröffentlicht)
- 1969: Köpfchen in das Wasser, Schwänzchen in die Höh’
- 1970: Beiß mich Liebling!
- 1971: Glückspilze
- 1971: Furchtlose Flieger
- 1971: Olympia-Olympia
- 1972: Happy End oder Wie ein kleines Heilsarmeemädchen Chicagos größte Verbrecher in die Arme der Gesellschaft zurückführte (Fernsehfilm)
- 1972: König, Dame, Bube
- 1973: Unsere Tante ist das Letzte
- 1973: Die Partner (Fernsehserie)
- 1973: Lokaltermin (Fernsehserie, Folge Die Herrenpartie)
- 1973: Welt am Draht (Fernsehfilm)
- 1973: Zwischen den Flügen (Fernsehserie, Folge Mallorca und zurück)
- 1974: Münchner Geschichten (Fernsehserie, Folgen Dreiviertelreife und Glücksach)
- 1974: Angst essen Seele auf
- 1974: Nora Helmer (Fernsehfilm)
- 1974: Fontane Effi Briest
- 1974: Motiv Liebe – (Fernsehserie, Folge Alte Liebe)
- 1974: Martha (Fernsehfilm)
- 1975: Tristan (Fernsehfilm)
- 1975: Faustrecht der Freiheit
- 1975: Das Messer im Rücken
- 1975/77: Frauenstation
- 1976: Yek Esfahani dar sarzamin-e Hitler
- 1976: Herr S. kommt nicht zum Zuge (Fernsehfilm)
- 1976: Bomber & Paganini
- 1977: Fairy (Fernsehfilm)
- 1977: Gefundenes Fressen
- 1977: Es muß nicht immer Kaviar sein (Fernsehserie)
- 1978: Flammende Herzen
- 1979: Der ganz normale Wahnsinn (Fernsehserie)
- 1979: Victor (Fernsehfilm)
- 1979: Neues vom Räuber Hotzenplotz
- 1979: St. Pauli-Landungsbrücken (Fernsehserie, Folge Wilder Majoran)
- 1979: Der Idiot im Hintergrund
- 1979: Sonne, Wein und harte Nüsse (Fernsehserie, Folge Die Sache mit der Madonna)
- 1980: Primel macht ihr Haus verrückt
- 1980: Ein Abend mit Labiche / In Paris ist alles möglich (Fernsehfilm)
- 1980: Berlin Alexanderplatz (Fernsehserie)
- 1980: Looping
- 1981: Der Wasserball von Schildershausen (Fernsehfilm)
- 1981: Lili Marleen
- 1981: Heute spielen wir den Boß – Wo geht’s denn hier zum Film?
- 1982: Das blaue Bidet (Fernsehfilm)
- 1982: Drei gegen Hollywood
- 1982: Die Krimistunde (Fernsehserie, Folge 2, Episode: Tschüs, Charlie!)
- 1982: Meister Eder und sein Pumuckl (Fernsehserie, 1. Staffel, 8. Folge Pumuckl auf heißer Spur)
- 1982: Polizeiinspektion 1 (Fernsehserie, Folge Der Betriebsausflug)
- 1983: Die Insel der blutigen Plantage
- 1983: Die unglaublichen Abenteuer des Guru Jakob
- 1984: Rita Ritter
- 1984: Dorian Gray im Spiegel der Boulevardpresse
- 1984: Im Himmel ist die Hölle los
- 1984, 1987: SOKO 5113 (Fernsehserie, Folgen Der feine Unterschied, Todsichere Methode und Frontenwechsel)
- 1985: Die Krimistunde (Fernsehserie, Folge 19, Episode: Weibliche Hilfe)
- 1985: Die Frau mit den Karfunkelsteinen
- 1986: Der zweite Sieg (The Second Victory)
- 1986: Miko – aus der Gosse zu den Sternen
- 1986: Geld oder Leber!
- 1988: Kasse bitte (Fernsehserie)
- 1988: Die Geierwally
- 1988: Der Schwammerlkönig (Fernsehserie, Folge Dreimal kräht der Hahn)
- 1989: Der Fluch
- 1989: Ein Fall für zwei (Fernsehserie, Folge Tod im Schlafsack)
- 1990: Ein Schloß am Wörthersee (Fernsehserie, Folge Der Schönheitschirurg)
- 1991: Go Trabi Go
- 1991: Großstadtrevier (Fernsehserie, Folge Tod auf Raten)
- 1992: Rache ist süß (Kurzfilm)
- 1992: Der Unschuldsengel (Fernsehfilm)
- 1992: Der Fahnder (Fernsehserie, Folge Das linkshändige Phantom)
- 1993: Zwei Münchner in Hamburg (Fernsehserie, Folge Die flotte Welle)
- 1993: Ein Mann für meine Frau (Fernsehfilm)
- 1994: Hallo, Onkel Doc! (Fernsehserie, Folge Schönes Wochenende)
- 2000: Für mich gab’s nur noch Fassbinder
- 2001: Die Hunde sind schuld (Fernsehfilm)

## Hörspiele
- 1980: Anthony J. Ingrassia: Fame – Berühmt – Regie: Götz Naleppa (Hörspiel – RIAS Berlin)